# Evelyn Matos
Evelyn Matos Santos – brazylijska zapaśniczka walcząca w stylu wolnym. Triumfatorka mistrzostw Ameryki Południowej w 2019. Srebrna medalistka akademickich MŚ w 2018. Trzecia na mistrzostwach panamerykańskich juniorów w 2018 i 2019 roku.